# Blanche Auzello
Pour les articles homonymes, voir Rubinstein.
Blanche Auzello, née Blanche Rubenstein le 26 février 1889 à Brooklyn (New York), et morte le 29 mai 1969 à Paris, est une actrice et résistante franco-américaine. 
Son mari Claude Auzello et elle dirigent l'hôtel Ritz à Paris pendant les années 1920 et 1930. Sous l'Occupation, le palace doit héberger des officiers allemands et Blanche Auzello entre dans la Résistance. Arrêtée par la Gestapo elle est incarcérée et torturée à la prison de Fresnes, et remise en liberté peu avant la libération de Paris. 

## Biographie
Blanche Rubenstein naît vers 1897 à Manhattan aux États-Unis. Elle est la dernière des sept enfants de Isaac et Sara Rubenstein, des Juifs émigrés d'Allemagne. Elle commence une carrière d'actrice grâce à son frère, Sylvester qui est vendeur de films. Il l'introduit dans les studios de cinéma Pathé, où elle joue pour quelques films muets. Elle s'y lie d'amitié avec l'actrice Pearl White. En 1923, White et Auzello se rendent à Paris. Elle y devient la maîtresse de J'Ali Ledene, un prince égyptien. Elle y fait aussi la connaissance de Claude Auzello, directeur adjoint de l'hôtel où elle réside : ils se marient vers 1924. Le couple est plutôt libre : Claude a une maîtresse, Blanche n'a pas rompu avec l’Égyptien.
Son mari recruté comme directeur adjoint du Ritz, Blanche doit se convertir au catholicisme pour éviter les préjugés qui régnaient dans cette institution à l'encontre des Juifs. Vers le milieu des années 1930, Claude devient le directeur du palace. 
Quand les Allemands occupent Paris, le Ritz est réquisitionné pour héberger des officiers. Blanche Auzello entre dans la Résistance, en liaison avec son amie Lily Kharmayeff qui travaille au Maxim's et à laquelle elle transmet des messages. Arrêtées, les deux femmes sont conduites à la prison de Fresnes. Blanche y est emprisonnée et torturée pendant un mois par la Gestapo en juin 1944. L'arrivée des Alliés à Paris le 19 août 1944 précipite sa libération, mais Lily ne survit pas.
Dans leur appartement de l'avenue Montaigne à Paris le 29 mai 1969 son mari, dépressif depuis son licenciement par l'héritier du palace Charles Ritz, la tue avec un pistolet allemand qu'il avait conservé après la victoire, puis se suicide. Le couple n'a pas eu d'enfant.